# Bronisława Czajkowska
Bronisława Czajkowska (ur. 1887, zm. 1968) – polska rolniczka, Sprawiedliwa wśród Narodów Świata.

## Życiorys
Bronisława Czajkowska mieszkała przed rozpoczęciem działań II wojny światowej razem z mężem Szymonem Czajkowskim we wsi Zręcin w okolicach Krosna. Miała trójkę dzieci: Waleriana, Jana, Bronisławę i Andrzeja. Prowadziła 4-hektarowe gospodarstwo rolne sąsiadując z żydowską rodziną Lipinerów, która zajmowała się prowadzeniem sklepu i własnym gospodarstwem rolnym. Czajkowska udzielała schronienia sąsiadowi, Ignacemu Lipinerowi, który w 1942 r. poprosił o pomoc. W kolejnych latach do ukrywanych dołączyły zbiegłe z getta w Krośnie żona Ignacego, Chaja razem z ich młodszą córką, Erną. Czajkowska ukrywała też starszą córkę Lipinera, Sonię, która uciekła z transportu z rzeszowskiego getta, a także Józefa Brajtowicza, który prowadził masarnię w Krośnie. W kryjówce schronili się też bracia Bergman oraz szwagier Lipinera. W początkowym okresie schronienie było w komórce obory Czajkowskiej, jednak ze względu na zagrożenie bezpieczeństwa przeniesiono ją do stajni, gdzie na zbudowanych piętrowych łóżkach żyło razem 9 osób. Mimo dwukrotnych przeszukiwań gospodarstwa Czajkowskich, gestapo nie znalazło ukrywanych Żydów. Podczas ostatnich miesięcy przed wyzwoleniem okolic Zręcina przez Armię Czerwoną w pobliżu stajni z kryjówką stacjonowało kilkudziesięciu niemieckich żołnierzy. Czajkowska chroniła Żydów do wyzwolenia dnia 8 września 1945 r.
W dniu 4 czerwca 1963 r. Bronisława Czajkowska została odznaczona tytułem Sprawiedliwej wśród Narodów Świata. Razem z nią odznaczeni zostali jej małżonek Stanisław i syn Andrzej. W 1988 r. tytuł ten został przyznany Walerianowi Czajkowskiemu i Bronisławie Lipińskiej z domu Czajkowskiej.

### Ukrywani[1][2]
- Józef Brajtowicz
- Roman Bergman
- Maks Bergman
- Rubin Bergman
- Haskiel Morgenstern
- Sonia Pomeranc z d. Lipiner
- Erna Salomon z d. Lipiner
- Chaja Lipiner z d. Morgenstern
- Ignacy Lipiner